# Sabatieria granniosa
Sabatieria granniosa is een rondwormensoort uit de familie van de Comesomatidae.